# Galaxie particulière

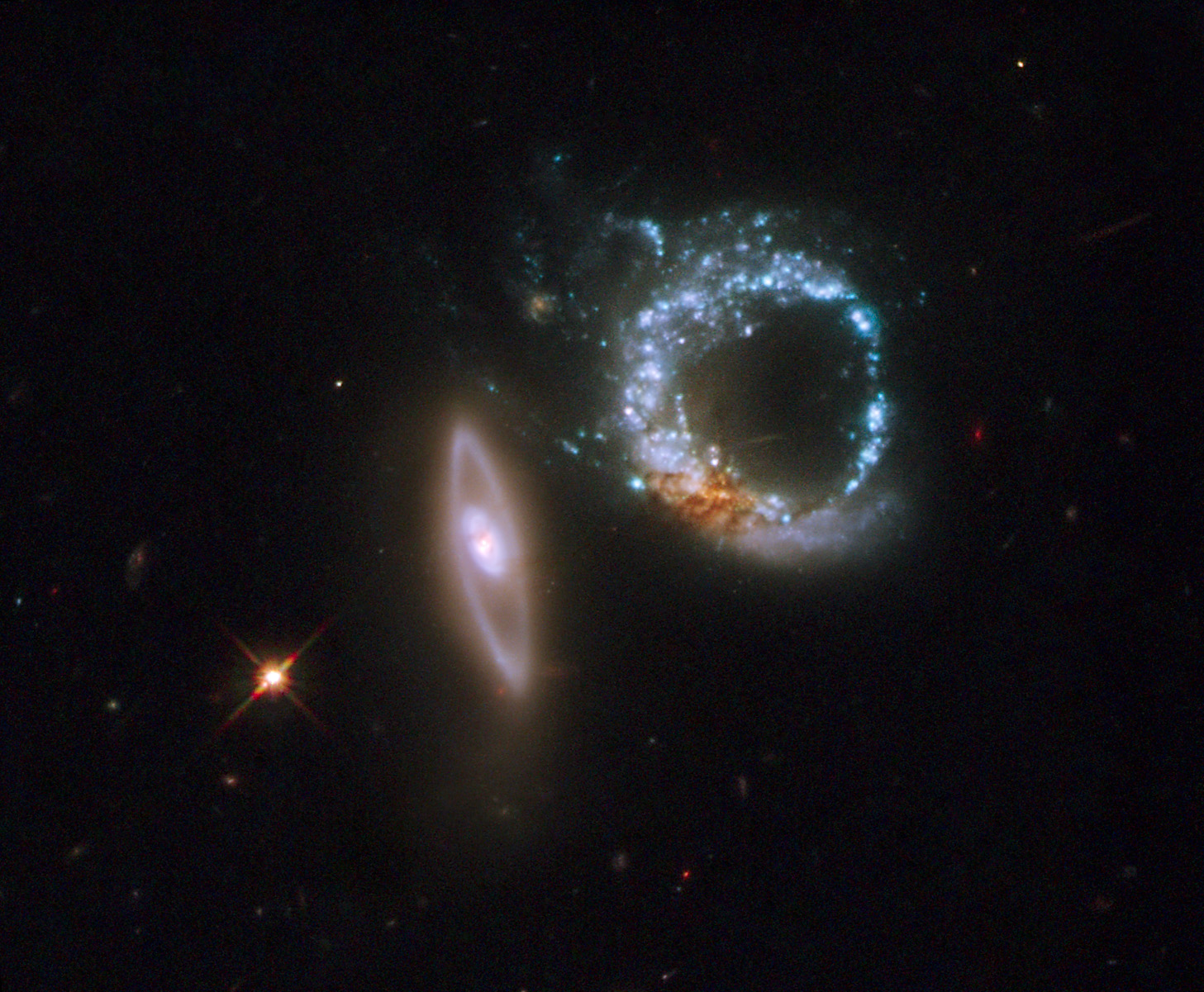
Arp 147 est une des galaxies particulières les plus connues.

Une galaxie particulière est une galaxie qui n'entre pas dans les catégories classiques (elliptique, spirale, spirale barrée, lenticulaire), mais qui conserve une forme régulière.
Certaines de ces galaxies ont pour origine des interactions voire des collisions avec des galaxies voisines qui leur ont donné leur aspect inhabituel. On parle alors de galaxie en interaction.
Elle ne doit pas être confondue avec la galaxie irrégulière : celle-ci n'entre pas non plus dans les types précisés plus haut, mais sa forme n'est pas harmonieuse.